# Belič
Belič je priimek v Sloveniji, ki ga je po podatkih Statističnega urada Republike Slovenije na dan 1. januarja 2010 uporabljalo 174 oseb in je med vsemi priimki po pogostosti uporabe uvrščen na 2.516. mesto.

## Znani nosilci priimka
- Aleš Belič, elektrotehnik, avtomatik?
- Avgust Belič (1928—2002), elektro(teh)nik
- Darinka Belič (*1942), stomatologinja
- Igor Belič (1919—1997), biokemik, prof. MF
- Igor Belič (*1960), elektrotehnik (uporaba nevronskih sistemov)
- Malči Belič (1908—1943), aktivistka OF, narodna herojinja
- Martin Belič (*1981), flavtist, prvi flavtist Münchenske filharmonije in vodja Martin Belič tria
- Pavel Belič (1886—1948), inženir na železnici?
- Primož Felicijan Belič (ok. 1720), organist?
- Svetozar Belič, politik
- Vera Belič (*1954), violinistka
- Zvonko Belič, elektrotehnik, socialni podjetnik